# Xã West Griggs, Quận Van Buren, Arkansas
Xã West Griggs (tiếng Anh: West Griggs Township) là một xã thuộc quận Van Buren, tiểu bang Arkansas, Hoa Kỳ. Năm 2010, dân số của xã này là 1.970 người.